# Себрат
Себрат (на сръбски: Себрат или Sebrat) е село в Югоизточна Сърбия, Пчински окръг, община Буяновац.

## История
В края на XIX век Себрат е село в Кумановска каза на Османската империя. Според статистиката на Васил Кънчов („Македония. Етнография и статистика“) от 1900 г. Сребрат е село, населявано от 70 жители българи християни. Според патриаршеския митрополит Фирмилиан в 1902 година в Себрат има 23 сръбски патриаршистки къщи.
Според преброяването на населението от 2002 г. селото има 105 жители – 104 сърби и 1 друг.